# أنطونيو إسكوبار هورتاس
أنطونيو إسكوبار هورتاس (بالإسبانية: Antonio Escobar Huertas)‏ هو عسكري إسباني، ولد في 14 نوفمبر 1879 في سبتة في إسبانيا، وتوفي في 8 فبراير 1940 في برشلونة في إسبانيا.